# Highway to Hell
Highway to Hell (englisch für „Autobahn zur Hölle“) ist das sechste Studioalbum der australischen Hard-Rock-Band AC/DC. Es wurde 1979 veröffentlicht und war der große Durchbruch für die Band. Es ist das letzte AC/DC-Album mit dem Sänger Bon Scott, der im Februar 1980 starb und durch Brian Johnson ersetzt wurde.

## Hintergrund

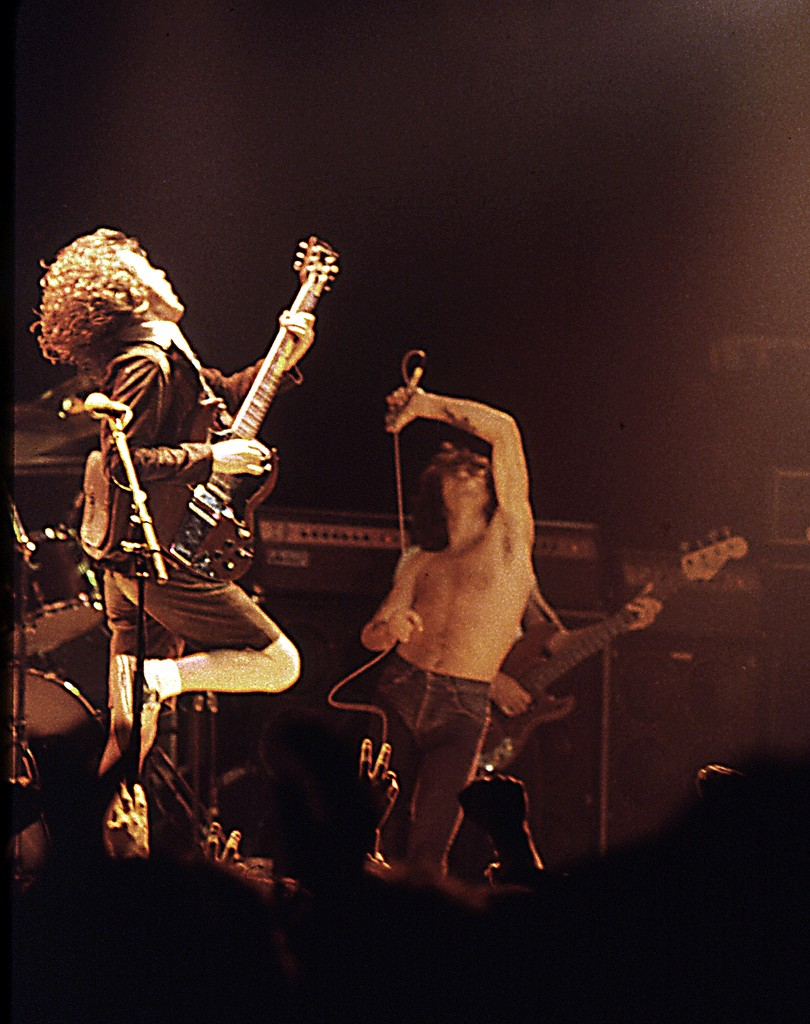
Bon Scott zusammen mit Gitarrist Angus Young und Bassist Cliff Williams bei einem Konzert der Highway to Hell-Tournee im August 1979

### Aufnahmen
Die Produktion des Albums begann im Januar 1979 mit Demoaufnahmen und -schnitten in den Albert Studios in Sydney gemeinsam mit dem Produzenten Eddie Kramer. Alle Lieder waren von den Bandmitgliedern Angus Young, Malcolm Young und Bon Scott geschrieben worden. Vor allem Bon Scott arbeitete diesmal härter an seinen Texten. Die endgültigen Aufnahmen wurden im Februar 1979 in den Criteria Studios in Miami und von März bis April in den Roundhouse-Studios in London eingespielt. Highway to Hell ist das erste Album der Band, das nicht in den australischen Albert Studios entstanden ist. Eddie Kramer begann als Produzent im Februar, wurde von der Band jedoch noch vor Abschluss der Aufnahmen des ersten Songs entlassen, weil die Band bis dato mit ihm nichts zustande brachte. Um 1996 wurden drei der Originalaufnahmen wiedergefunden und 1997 auf Bonfire veröffentlicht. Eddie Kramer wurde durch Robert John „Mutt“ Lange ersetzt, der bereits die Boomtown Rats und Graham Parker unterstützte. Lange half vor allem Bon Scott an seinem Gesangsstil zu arbeiten. Scott selbst sagte dazu, dass er vor Highway to Hell einfach nur drauflosgeschrien habe. Diesmal habe er sich viel Mühe gegeben.

### Stil
Im Vergleich zu den früheren Alben der Band wurde der Sound präziser und melodischer und setzte die Band damit endgültig von den damals populären Punkrock-Bands ab. So beschrieb der Studio-Mitarbeiter Tony Platt das Album:
„Das war genau die Platte, die sie nötig hatten. Es gab damals immer noch Leute, die AC/DC für eine Punkband hielten. Sie bewegten sich natürlich schon länger auf einen geradlinigen Rocksound zu und versuchten damit den amerikanischen Markt zu erobern.“

### Artwork
Neben Let There Be Rock ist Highway to Hell das einzige AC/DC-Album, das die gesamte Band auf dem Cover zeigt, auf den meisten anderen Alben der Gruppe ist nur Gitarrist Angus Young zu sehen. Jedoch ist die Band auf dem Cover von Let There Be Rock nur in einer Livedarstellung zu sehen, auf der nicht alle Mitglieder klar zu erkennen sind. Bei dem Cover von Highway to Hell handelt es sich um eine Nahaufnahme, die die gesamte Gruppe nebeneinander zeigt. In Australien erschien das Album mit einem anderen Covermotiv, bei dem über das internationale Cover unten die Saiten eines Basses und ein feuerartiges Muster über das Motiv gelegt wurden. Das Schallplattencover einer AMIGA-Veröffentlichung in der DDR zeigte lediglich das Bandlogo und den Schriftzug. Die Band ist nicht abgebildet.

## Titelliste
Seite 1
1. Highway to Hell (Angus Young, Malcolm Young, Bon Scott) – 3:28
2. Girls Got Rhythm (Angus Young, Malcolm Young, Bon Scott) – 3:32
3. Walk All Over You (Angus Young, Malcolm Young, Bon Scott) – 5:09
4. Touch Too Much (Angus Young, Malcolm Young, Bon Scott) – 4:26
5. Beating Around the Bush (Angus Young, Malcolm Young, Bon Scott) – 3:56

Seite 2
1. Shot Down in Flames (Angus Young, Malcolm Young, Bon Scott) – 3:22
2. Get It Hot (Angus Young, Malcolm Young, Bon Scott) – 2:34
3. If You Want Blood (You’ve Got It) (Angus Young, Malcolm Young, Bon Scott) – 4:36
4. Love Hungry Man (Angus Young, Malcolm Young, Bon Scott) – 4:17
5. Night Prowler (Angus Young, Malcolm Young, Bon Scott) – 6:15

## Kritiken
Das Rolling Stone listete das Album 2003 auf Platz 199 seiner 500 besten Alben aller Zeiten. Das Rock Hard führte es in seiner 500 Rock- und Metalalben umfassenden Bestenliste auf dem vierten Platz, damit ist es nach Back in Black (Platz 1) das bestplatzierte Album der Gruppe in selbiger Liste. Götz Kühnemund, Autor des Magazins, gab dem Album volle zehn Punkte und gab folgendes Urteil ab: „Der Titelsong brachte den weltweiten Durchbruch für AC/DC und gilt bis heute als größter Hit der Band, der die beiden folgenden Single-Auskopplungen Girls Got Rhythm und Touch Too Much lange Zeit überschattete. Als sich das Album, das mit Walk All Over You, Shot Down In Flames, Get It Hot, If You Want Blood (You´ve Got It) und Night Prowler weitere Granaten enthält, an der Spitze der internationalen Charts festgebissen hatte, starb Bon Scott am 19. Februar 1980 nach einer seiner exzessiven Zechtouren. Am 20. Februar malten sich Zehntausende von trauernden Fans Bon Scott-Gedenkkreuze neben die AC/DC-Logos auf ihren Jeansjacken und verhalfen der Band in den folgenden Monaten zu einem ungeheuren Popularitätsschub, der bis heute anhält…“

## Kommerzieller Erfolg

### Chartplatzierungen
Mit Highway to Hell gelang AC/DC der internationale Durchbruch, das Album wurde erfolgreicher als jedes andere mit Bon Scott veröffentlichte Album. Es erreichte als erstes der Gruppe die Top 100 in den USA, platzierte sich dort auf Platz 17 und erhielt sieben Platinauszeichnungen für über sieben Millionen verkaufte Exemplare in den USA. In Kanada erreichte es Doppelplatin, in Großbritannien platzierte es sich auf Platz sieben und erhielt eine Platinauszeichnung. In Deutschland gelangte es bis auf Platz sieben , Highway to Hell war das erste Album der Gruppe, das in Deutschland die Top 10 erreichte.
| ChartsChartplatzierungen       | Höchstplatzierung | Wochen |
| ------------------------------ | ----------------- | ------ |
| Deutschland (GfK)              | 2 (93 Wo.)        | 93     |
| Österreich (Ö3)                | 8 (5 Wo.)         | 5      |
| Schweiz (IFPI)                 | 7 (6 Wo.)         | 6      |
| Vereinigte Staaten (Billboard) | 17 (83 Wo.)       | 83     |
| Vereinigtes Königreich (OCC)   | 8 (41 Wo.)        | 41     |

| ChartsJahrescharts (1980) | Platzierung |
| ------------------------- | ----------- |
| Deutschland (GfK)         | 4           |

### Auszeichnungen für Musikverkäufe
| Land/Region                  | Auszeichnungen für Musikverkäufe (Land/Region, Auszeichnung, Verkäufe) | Verkäufe   |
| ---------------------------- | ---------------------------------------------------------------------- | ---------- |
| Argentinien (CAPIF)          | Gold                                                                   | 30.000     |
| Australien (ARIA)            | 5× Platin                                                              | 350.000    |
| Dänemark (IFPI)              | 2× Platin                                                              | 40.000     |
| Deutschland (BVMI)           | Platin (WEA) · + Gold (Atlantic)                                       | 750.000    |
| Frankreich (SNEP)            | Platin                                                                 | 400.000    |
| Italien (FIMI)               | Platin                                                                 | 50.000     |
| Kanada (MC)                  | 5× Platin                                                              | 500.000    |
| Neuseeland (RMNZ)            | 2× Platin                                                              | 40.000     |
| Österreich (IFPI)            | Gold                                                                   | 25.000     |
| Polen (ZPAV)                 | 2× Platin                                                              | 40.000     |
| Schweiz (IFPI)               | Platin                                                                 | 50.000     |
| Spanien (Promusicae)         | Gold (Atlantic) · + Gold (DRO)                                         | 100.000    |
| Vereinigte Staaten (RIAA)    | 8× Platin                                                              | 8.000.000  |
| Vereinigtes Königreich (BPI) | Platin                                                                 | 300.000    |
| Insgesamt                    | 5× Gold · 29× Platin ·                                                 | 10.675.000 |

Hauptartikel: AC/DC/Auszeichnungen für Musikverkäufe